# Aşağıkotanlı, Selim
Aşağıkotanlı là một xã thuộc huyện Selim, tỉnh Kars, Thổ Nhĩ Kỳ. Dân số thời điểm năm 2010 là 121 người.